# Creightonska metoda
Creightonska metoda, poznata i kao tehnologija NaPro (engl. Natural Procreation)  ili Fertility Care, klinička je metoda prirodnog planiranja obitelji i liječenja neplodnosti koja se temelji na Billingsovoj ovulacijskoj metodi. Razvio ju je američki ginekolog Thomas Hilgers, a nazvana je prema Sveučilištu Creighton na kojem je Hilgers razvio metodu. Koristi se i za prepoznavanje policističnih jajnika, PMS-a, spontanih pobačaja, krvarenja i hormonskih problema.
Prosječna pouzdanost metode iznosi blizu 97%.
U Hrvatskoj od 2008. djeluje Centar za skrb o plodnosti »FertilityCare Hrvatska« u Zagrebu te centri u Splitu i Rijeci.

## Vanjske poveznice
- Službene stranice Centra za skrb o plodnosti FertilityCare Hrvatska